# Platypalpus pygialis
Platypalpus pygialis är en tvåvingeart som beskrevs av Chvala 1973. Platypalpus pygialis ingår i släktet Platypalpus och familjen puckeldansflugor. Inga underarter finns listade i Catalogue of Life.